# Ighil Ali
Ighil Ali (în arabă إغيل على) este o comună din provincia Bejaia, Algeria.
Populația comunei este de 9.526 de locuitori (2008).